# دیار هالمتوف
دیار هالمتوف (انگلیسی: Diyor Kholmatov؛ زادهٔ ۲۲ ژوئیهٔ ۲۰۰۲) بازیکن فوتبال است.
وی همچنین در تیم‌های ملی فوتبال زیر ۲۳ سال ازبکستان و ازبکستان بازی کرده‌است.